# 의정부장암초등학교
의정부장암초등학교는 대한민국 경기도 의정부시에 있는 공립 초등학교이다.

## 학교 연혁
- 1993. 03. 01 장암국민학교(14학급인가) 개교
- 1993. 03. 02 초대 이항재 교장 부임
- 1996. 03. 01 의정부장암초등학교로 명칭 변경
- 1998. 03. 10 의정부장암초등학교 병설유치원 개원
- 2011. 10. 25 화장실 현대화(1-5층)
- 2012. 01. 13 2층 복도 소프트타일 설치
- 2012. 01. 16 5층 교실 바닥 및 전교실 출입문 교체
- 2012. 07. 04 제2과학실 현대화
- 2012. 08. 20 우리친구 1반 바닥 난방 설치
- 2013. 12. 27 2014 경기도 경기도 혁신학교 준비교 지정
- 2014. 02. 14 제21회 졸업 67명(총3,415명)
- 2014. 03. 01 14학급 편성(특수2포함), 유치원 1학급 편성

## 참고 자료
- 의정부장암초등학교 - 한국교육학술정보원 학교알리미